# Orimarga zionensis
Orimarga zionensis är en tvåvingeart som beskrevs av Alexander 1948. Orimarga zionensis ingår i släktet Orimarga och familjen småharkrankar. Inga underarter finns listade i Catalogue of Life.